# 亚罗士打
6°6′59″N 100°21′59″E / 6.11639°N 100.36639°E
亚罗士打（也被称为「米都」，是吉打州首府，州内第二大和马来西亚北部城市，距离首都吉隆坡约400公里。马来西亚第一任首相东姑阿都拉曼和第四、七任馬來西亞首相马哈迪·莫哈末皆在此地出生。其着名地标为亚罗士打电讯塔（Menara Alor Setar），目前是世界排名第19的通讯塔。其主要河流为吉打河。
亚罗士打市的上课日是每逢星期日至星期四，和一些城市如新山、哥打巴鲁、麻坡、居銮的上课日相同，但与其他城市如槟城、吉隆坡、关丹、怡保、马六甲的上课日不同，以方便让馬來族穆斯林在星期五的祈祷日进行祈祷。

## 人口
根据2020年人口普查，亚罗士打市议会下辖区域共有284,853人。
| 2020年亚罗士打族群比例 | 2020年亚罗士打族群比例 | 2020年亚罗士打族群比例 | 2020年亚罗士打族群比例 | 2020年亚罗士打族群比例 |
| ---------------------- | ---------------------- | ---------------------- | ---------------------- | ---------------------- |
| 族群 / 国籍            | 族群 / 国籍            |                        | 百分比                 | 百分比                 |
| 马来人                 | 马来人                 |                        | 86.28%                 | 86.28%                 |
| 其它土著               | 其它土著               |                        | 0.51%                  | 0.51%                  |
| 华人                   | 华人                   |                        | 7.19%                  | 7.19%                  |
| 印度人                 | 印度人                 |                        | 1.8%                   | 1.8%                   |
| 其他                   | 其他                   |                        | 1.96%                  | 1.96%                  |
| 非马来西亚公民         | 非马来西亚公民         |                        | 2.26%                  | 2.26%                  |

| 族群               | 2020   | 2020    |
| 族群               | 人口   | 百分比  |
| ------------------ | ------ | ------- |
| 马来人             | 245775 | 86.28%  |
| 其他土著           | 1451   | 0.51%   |
| 华人               | 20479  | 7.19%   |
| 印度人             | 5124   | 1.8%    |
| 其他               | 5596   | 1.96%   |
| 马来西亚公民总数   | 278425 | 97.74%  |
| 非马来西亚公民总数 | 6428   | 2.26%   |
| 总数               | 284853 | 100.00% |

### 族群
华人占市内7.19%人口，以福建裔居多， 當地主要通用槟城福建话（闽南语）。

### 语言
檳城福建话、马来语、华语、英语

## 历史
亚罗士打之名取自大叶波漆（庚大利，士打）树，合义“庚大利树之河”市，是马来西亚一个历史悠久的城市。古稱為吉囉、吉達、吉佗、吉蘸、吉礁、吉德、計噠、開泰州，或謂另稱羯荼、蘇洛鬲。
1735年吉打王朝第十九任君主将其王朝京城迁往哥打士打县，随后王朝四方八面的人口湧往县中央（即亚罗士打市现址）逐渐在该处形成聚落，这就是早期的亚罗士打市。马来西亚独立后它成为吉打州首府，并在升市后都会区扩展至整个哥打士打县。
2003年亚罗士打升格为市的同時，政府宣布該市從Alor Setar更名為Alor Star。2009年1月14日，政府又把該市名稱改回舊名Alor Setar。2003年12月21日，亚罗士打正式升格为大城市。

## 学校
国民型华文中学
- 吉华国民型华文中学
- 吉华国民型华文中学二校

华文小学
- 平民华小
- 新民华小
- 吉华K校
- 吉华H校
- 吉华S校
- 滂滂华小
- 培華華小
- 农村华小
- 启智华小
- 益民华小

獨立中學
- 吉华独立中学
- 新民独立中学

## 旅游景点
- 皇家礼堂
- 唐人街
- 象屿山
- 艺术馆
- 拉布市场
- 莫迪卡屋
- 州博物馆
- 稻米博物馆
- 皇家音乐馆
- 亚罗士打电讯塔
- 前首相马哈迪·莫哈末故居
- 查希尔清真寺

## 购物

### 商场[錨點失效]
- 阿曼中环广场（Aman Central）
- 亚罗士打广场（太平洋霸级市场）(Alor Star Mall)
- 星城广场（Star Parade，太平洋霸级市场）
- 城市广场(City Plaza)

### 量贩店
- 默贡特易购
- 丹洛特易购（Stargate）
- 阿布卡里广场（巨人霸级市场）
- 永旺霸级市场

### 百货公司
- 百盛百货公司
- 万顺百货公司（亚罗士打大巴刹分行）
- GM百货公司（达鲁安曼大道分行）
- GM百货公司（亚罗士打市中心分行）
- 甘达百货公司
- 迈丁百货公司

## 城市发展计划
1. Star Gate（吉星城）
2. 亚罗士打城市特别发展计划
3. 亚罗士打市中心（ASCC）

## 交通

### 公路
連接吉隆坡 、槟城 、黑木山（馬泰邊境）及新山（馬新邊境）的南北大道，备有两个出口（亚罗士打北区和南区）。

### 巴士
马来西亚半岛的大部分巴士公司旗下的巴士路线皆备有冷气，并可在巴士总站或巴士公司办公室购买车票。亚罗士打的巴士总站为沙合柏达纳巴士总站（Terminal Bas Shahab Perdana），备有通往州内各个城镇、槟城和泰国等地的巴士服务。

### 铁路

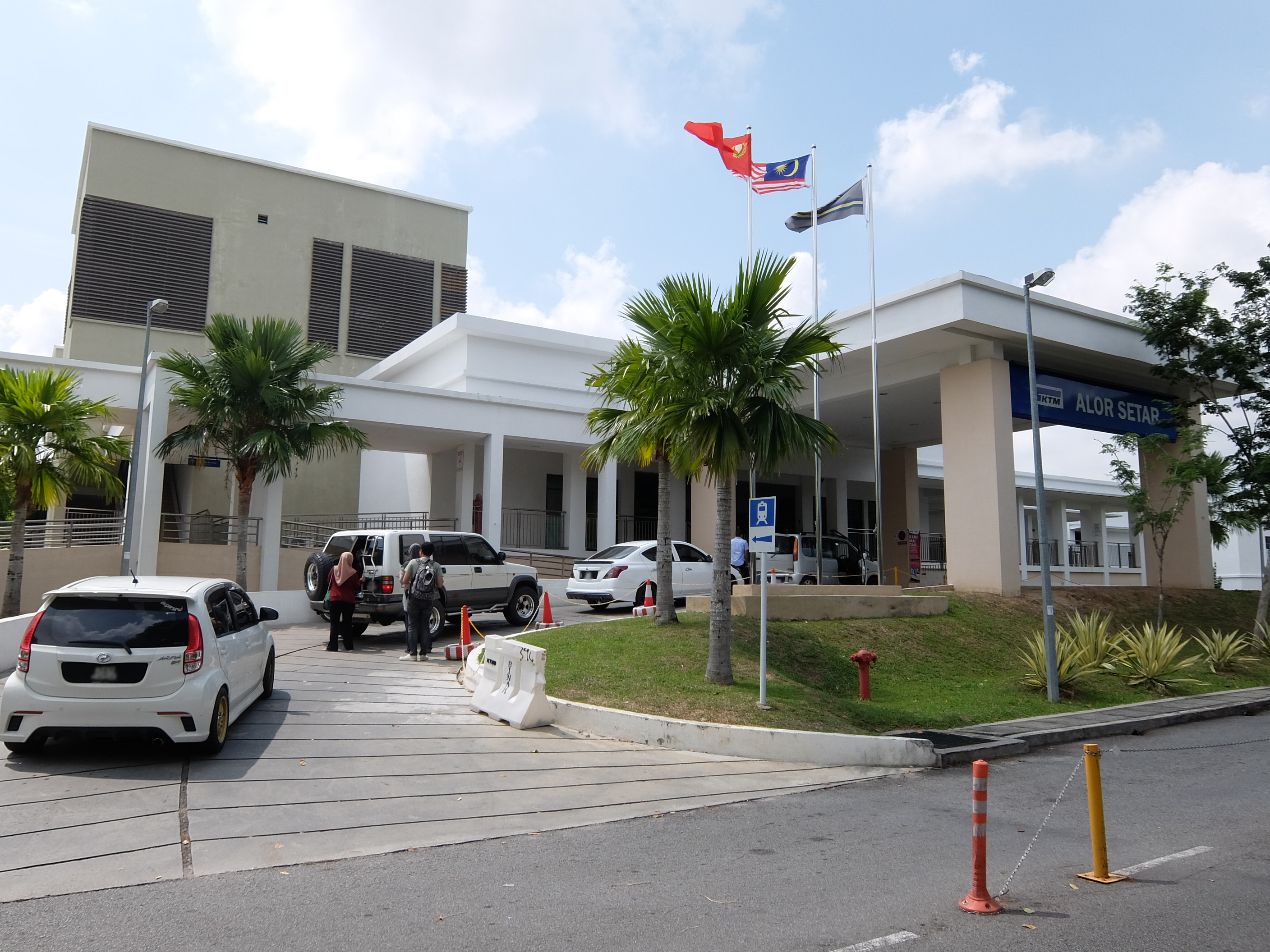
亚罗士打站

亚罗士打站位于亚罗士打市中心，提供连接至巴东勿刹（北上）和怡保（南下）的KTM通勤铁路北马区服务，并在亚罗士打都会区共设两个站点，分别位于亚罗士打市及皇城安南武吉。前往首都吉隆坡(巴东勿刹－金马士电动列车服务)每日提供5趟班次，分别为2趟ETS黄金服务和3趟ETS白金服务。

### 航空
位于亚罗士打市中心北部约13公里的甲抛峇底有一座机场，名为苏丹阿都哈林机场(AOR)。该机场的主要营业航空公司有马航 Malaysia Airlines，亚航 Air asia及飞萤 Firefly，航线主要飞往吉隆坡Kuala Lumpur (KUL)和柔佛Senai International Airport(JHB)。

### 渡轮
在吉打港口可乘坐渡轮到浮罗交怡。

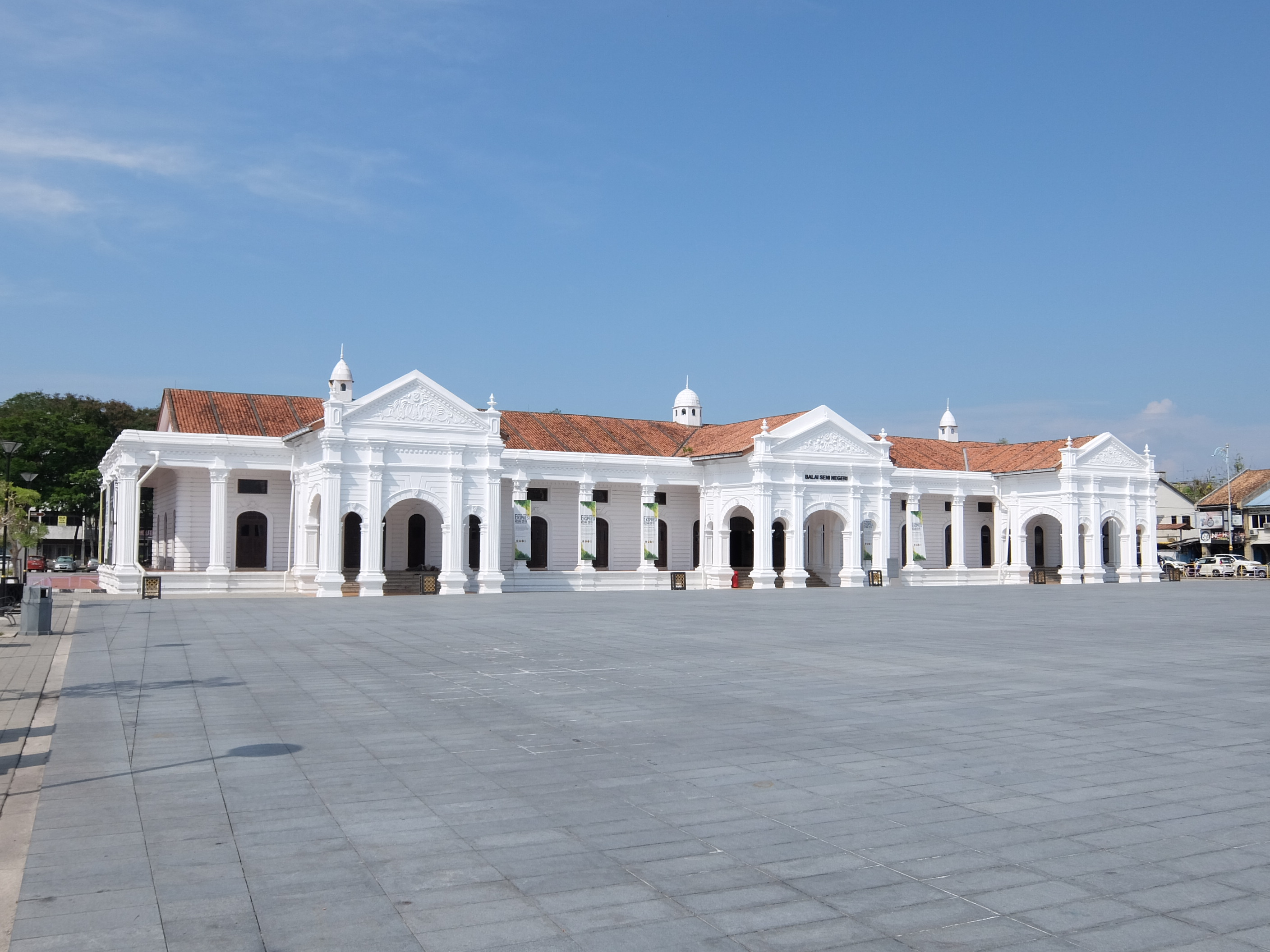
吉打州立美术馆
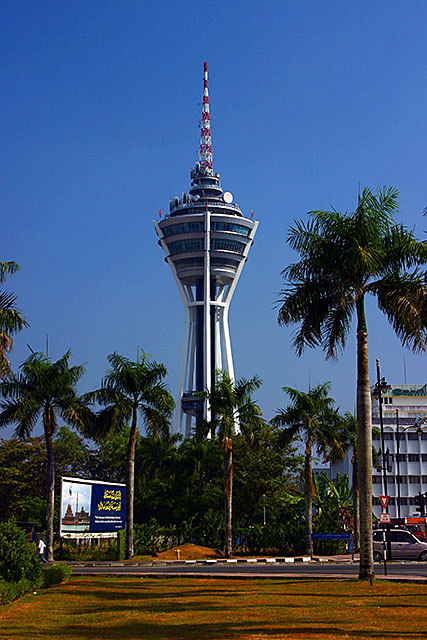
亚罗士打电讯塔
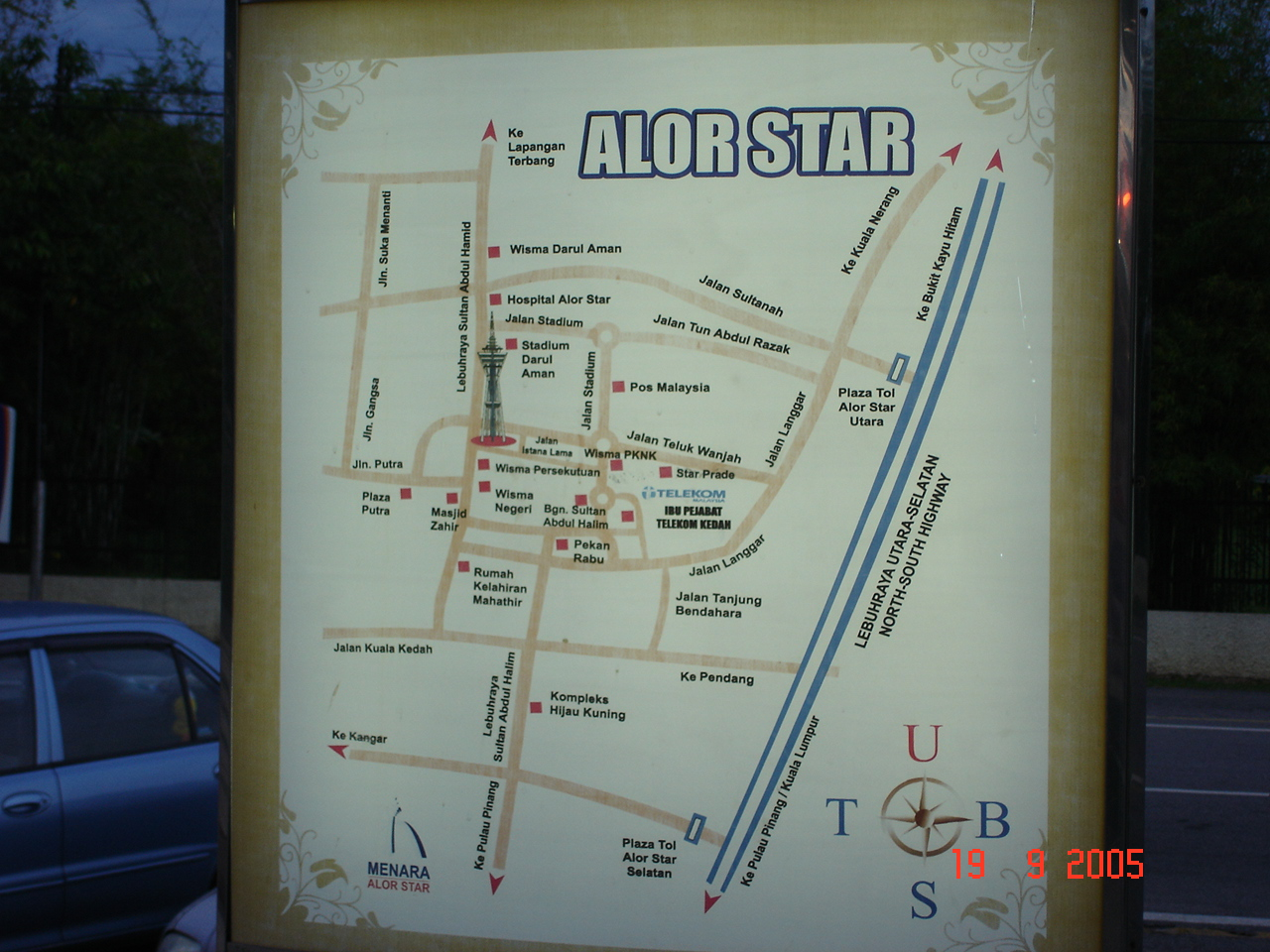
亚罗士打城市地图

## 花园住宅区
- 南山园（Taman Lam Sun）
- 新邦瓜拉组屋 ( Simpang Kuala)
- 十字港路4英里合群园（Taman Desa Damai）
- 兰花园（Taman Orkid)
- 默贡珍珠园（Taman Mutiara）
- 默贡英雄园
- 滂滂木扣港
- 金达园 (Taman Seri Indah)
- 红宝石园
- 甘术路暨合莎园
- 寻梦园
- 快乐园
- 市达园
- 光明园
- 礼沙园
- 福喜园
- 万嘉园
- 十字港第一花园（Taman Bersatu）
- 美美园（Taman Bee Bee）
- 新城市园
- 布拉善园
- 山竹园
- 哥打丹那（Kota Tanah）
- 安满园（Taman Ambar）
- 喜来庄（Desa Seraya）
- 美都园（Taman Sri Bandar）
- 安邦园（Taman Sri Ampang）
- 成功园（Taman Berjaya）
- 跑马园（Taman Lumba Kuda）
- 英丹园（Taman Intan）
- 万群园（Taman Saga）
- 吉打港口城市园（Taman Sri Kota）
- 金畔湾园（Taman Laguna Mas）
- 新城市花园（Taman Derga Jaya）

## 名人

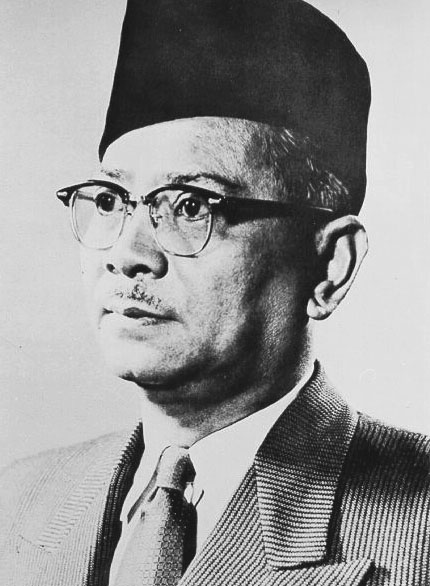
马来西亚第一任首相东姑阿都拉曼

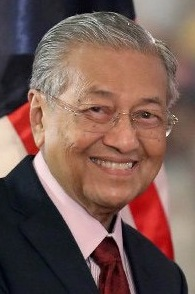
马来西亚第四任及第七任首相马哈迪·莫哈末

- 东姑阿都拉曼
- 马哈迪·莫哈末
- 玛丽娜·马哈迪
- 李心潔
- 張吉安